# Willa Cather
Willa Sibert Cather (Winchester, 7 dicembre 1873 – New York, 24 aprile 1947) è stata una scrittrice statunitense.

## Biografia
Nacque in Virginia, ma presto si trasferì con la famiglia a Red Cloud, in Nebraska.
Dopo l'Università, insegnò alla scuola superiore di Pittsburgh e scrisse per un giornale locale, facendo pratica di critica teatrale.
Dal 1906 lavorò per il McClure's Magazine a New York dove visse sei anni, per poi dedicarsi totalmente alla scrittura; nel 1923 il romanzo One of Ours le valse il premio Pulitzer.
Si trasferì in Europa e soggiornò a lungo in Francia, ad Avignone.
Tre sono i gruppi creativi che contraddistinsero la Cather: il primo consistette soprattutto di romanzi, come ad esempio O Pioneers, dedicati all'esistenza impegnativa e semplice dei contadini svedesi, polacchi e boemi emigrati negli Stati Uniti e residenti nelle praterie del West; il secondo comprese storie e romanzi brevi, quali Youth and the Bright Medusa, nei quali apparve più evidente la derivazione delle grandi scuole letterarie francesi, inglesi e russe; il terzo raggruppamento subì l'influenza della cultura francese, basti pensare a Shadows on the Rock.
Cather fu, di fondo, una scrittrice connessa alla tradizione, perciò i suoi testi apparvero già "classici" ai suoi contemporanei e si caratterizzano per lo stile grave ma piano e per il richiamo nostalgico a un tempo "bucolico virgiliano".
Cather, come ha sottolineato  Goffredo Fofi, in un suo recente articolo sul quotidiano Avvenire, fu tra gli autori più importanti nella formazione narrativa di Truman Capote.
La salma di Cather venne inumata a Jaffrey (New Hampshire), cittadina che ella aveva visitato la prima volta con Isabella McClung. Sulla lapide sta scritto:
SPIRIT WILL LIVE ON IN THE WORK

WHICH IS HER ENDURING GIFT TO HER

COUNTRY AND ALL ITS PEOPLE.

"...that is happiness; to be dissolved

into something complete and great."

From My Antonia»

## Opere

### Romanzi
- Alexander's Bridge, 1912
- O Pioneers, 1913
  - Il gelso bianco, trad. di Arjo, SAS, Torino 1953.
  - Pionieri, Mattioli 1885, Fidenza 2013 trad. di Nicola Manuppelli, Mattioli 1885, Fidenza, 2013, ISBN 978-88-6261-332-3.
- The Song of the Lark, 1915
  - Il canto dell'allodola, trad. di Giuseppina Oneto, Roma, Fazi, 2019.
- My Ántonia, 1918
  - La mia Antonia, trad. di Jole Jannelli Pinna Pintor, Collana I coralli, Einaudi, Torino, 1947; La Tartaruga, Milano, 1986. Roma, Elliot, 2016.
  - La mia Antonia, trad. di Gabriele Baldini, Longanesi, Milano 1947.
- One of Ours, 1922
  - Uno dei nostri, trad. di A. Ph., Mondadori, Milano, 1955.
  - Uno dei nostri, trad. di A. M. Paci, Elliott, Roma, 2014.
- A Lost Lady, 1923
  - Una signora perduta, in Destini oscuri: romanzi e racconti, trad. di Maria Gallone e Fluffy Mella Mazzucato, Mondadori, Milano 1956.
  - Una signora perduta, trad. Eva Kampmann, Adelphi, Milano, 1990.
- The Professor's House, 1925
  - La casa del professore, trad. Fluffy Mella Mazzucato, Mondadori, Milano, 1950.
  - La casa del professore, trad. di Monica Pareschi, Varese, Giano 2003; Neri Pozza, Vicenza, 2009.
- My Mortal Enemy, 1926
  - Il mio mortale nemico, trad. Livia Agnini, Jandi Sapi, Milano-Roma, 1944.
  - Il mio mortale nemico, trad. di Maria Gallone, Mondadori, Milano, 1946.
  - trad. di Barbara Lanati, Anabasi, Milano, 1993.
  - Il mio mortale nemico, trad. Monica Pareschi, Adelphi, Milano, 2006.
- Death comes for the Archbishop, 1927
  - La morte viene per l'arcivescovo, trad. Alessandra Scalero, Mondadori, Milano 1936.
  - trad. di G. Scocchera, Varese, Giano 2004; Neri Pozza, Vicenza, 2008.
- Shadows on the Rock, 1931
  - Ombre sulla rocca, trad. G. De Negri, Istituto di Propaganda Libraria, Milano 1935; IPL, Milano, 1970.
  - Ombre sulla rocca, trad. G. De Negri riveduta e aggiornata, Landscape Books, Roma, 2018
- Lucy Gayheart, 1935
  - in Destini oscuri: romanzi e racconti, trad. Maria Gallone e Fluffy Mella Mazzucato, Mondadori, Milano, 1956.
- Shappira and the Slave Girl, 1940

### Racconti
- The Troll Garden, 1905
- Youth and the Bright Medusa, 1920
- Obscure Destinies, 1932 (in Destini oscuri: romanzi e racconti, trad. di Maria Gallone e Fluffy Mella Mazzucato, Mondadori, Milano 1956)
- La bellezza di un tempo e altri racconti, trad. di Domenico Scarpa, Sellerio, Palermo, 1994
- Sulla via dei gabbiani e altri racconti, trad. di Lucia Ferrero, La Tartaruga, Milano 2000
- I racconti di Pittsburgh, Mattioli 1885, Fidenza 2016 traduzione di Nicola Manuppelli ISBN 978-88-6261-511-2

### Saggi
- Not Under Forty, 1936 (La nipote di Flaubert, trad. di Monica Pareschi, Adelphi, Milano 2005)

### Versi
- April Twilights, 1903